# Szlezák Zoltán
Szlezák Zoltán (Balassagyarmat, 1967. december 26. –) válogatott labdarúgó, hátvéd, edző.

## Pályafutása

### Klubcsapatban
Az Újpesti Dózsa csapatában mutatkozott az élvonalban 1988. március 6-án a Zalaegerszegi TE ellen, ahol 1–1-es döntetlen született. 1988 és 2002 között 355 bajnoki mérkőzésen szerepelt újpesti színekben és 16 gólt szerzett. Kétszeres bajnok és magyar kupa-győztes a csapattal. Utolsó mérkőzésen az MTK-t 2–1-re győzte le a csapata. 2001 őszén 18 mérkőzésen a Videoton együttesében szerepelt. 2003. május 28-án rendezett búcsúmérkőzésen fejezte be végleg újpesti pályafutását. 2002-től az Újpest FC-Fót csapatában szerepelt.

### A válogatottban
1994 és 1997 között kilenc alkalommal szerepelt a válogatottban.

### Edzőként
Az Újpest FC-Fót-nál játékos-edzőként tevékenykedett, majd 2010-től az Újpest FC B csapatának lett az edzője. 2010 augusztusában UEFA “A” licences edzői diplomát szerzett. 2020 nyarán az Újpest utánpótlásában kapott szerepet, ahol Véber Györggyel az U19-es csapat irányítását vették át.

## Sikerei, díjai
- Magyar bajnokság
  - bajnok: 1989–90, 1997–98
  - 2.: 1994–95, 1996–97
  - 3.: 1987–88, 1995–96, 1998–99
- Magyar kupa (MK)
  - győztes: 1992, 2002
  - döntős: 1998

## Statisztika

### Mérkőzései a válogatottban
| Magyarország | Magyarország        | Magyarország                | Magyarország  | Magyarország | Magyarország | Magyarország | Magyarország | Magyarország |
| #            | Dátum               | Helyszín                    | Hazai         | Eredmény     | Vendég       | Kiírás       | Gólok        | Esemény      |
| ------------ | ------------------- | --------------------------- | ------------- | ------------ | ------------ | ------------ | ------------ | ------------ |
| 1.           | 1994. október 12.   | Budapest, Népstadion        | Magyarország  | 0 – 0        | Németország  | barátságos   | -            | 46'          |
| 2.           | 1994. december 14.  | Mexikóváros, Azték-stadion  | Mexikó        | 5 – 1        | Magyarország | barátságos   | -            |              |
| 3.           | 1995. április 26.   | Budapest, Népstadion        | Magyarország  | 1 – 0        | Svédország   | Eb-selejtező | -            | 88'          |
| 4.           | 1995. november 11.  | Budapest, Fáy utcai Stadion | Magyarország  | 1 – 0        | Izland       | Eb-selejtező | -            | 60'          |
| 5.           | 1996. november 10.  | Bakı                        | Azerbajdzsán  | 0 – 3        | Magyarország | vb-selejtező | -            | 89'          |
| 6.           | 1997. április 30.   | Zürich                      | Svájc         | 1 – 0        | Magyarország | vb-selejtező | -            | 57'          |
| 7.           | 1997. június 8.     | Budapest, Népstadion        | Magyarország  | 1 – 1        | Norvégia     | vb-selejtező | -            | 59'          |
| 8.           | 1997. szeptember 6. | Varsó                       | Lengyelország | 1 – 0        | Magyarország | barátságos   | -            | 56'          |
| 9.           | 1997. november 15.  | Belgrád                     | Jugoszlávia   | 5 – 0        | Magyarország | vb-selejtező | -            | 56'          |
|              | Összesen            |                             |               | 9            | mérkőzés     |              | 0            | gól          |